# Оријевац
Оријевац је насељено мјесто у општини Бариловић, на Кордуну, у Карловачкој жупанији, Република Хрватска.

## Историја
Оријевац се од распада Југославије до августа 1995. године налазио у Републици Српској Крајини. До територијалне реорганизације у Хрватској насеље се налазило у саставу бивше општине Дуга Реса.

## Становништво
Према попису становништва из 2011. године, насеље Оријевац је имало 3 становника.
| Националност       | 1991. | 1981. | 1971. | 1961. |
| Срби               | 11    | 23    | 49    | 86    |
| Југословени        |       | 1     | 3     |       |
| Хрвати             |       | 1     |       |       |
| остали и непознато |       | 1     |       |       |
| Укупно             | 11    | 26    | 52    | 86    |

| Демографија | Демографија | Демографија |
| Година      | Становника  | Становника  |
| ----------- | ----------- | ----------- |
| 1961.       | 86          |             |
| 1971.       | 52          |             |
| 1981.       | 26          |             |
| 1991.       | 11          |             |
| 2001.       | 6           |             |
| 2011.       |             | 3           |